# Stosunki Unii Europejskiej z państwami Azji
W relacjach z państwami azjatyckimi Unia Europejska podejmuje działania przede wszystkim w kwestiach politycznych i handlowych. Jej wysiłki mają na celu zapewnienie bezpieczeństwa i stabilności w Azji poprzez redukcję napięć i promowanie rozbrojenia. UE pomaga w budowaniu demokracji i rządów prawa, oraz zabiega o przestrzeganie praw człowieka. Dąży także do wzmocnienia wzajemnego handlu i znoszenia barier celnych. W mniejszym stopniu prowadzi również działania na rzecz rozwoju kultury i nauki.
Unia Europejska angażuje się w działania związane z nieproliferacją broni nuklearnej. W dniach 24–25 czerwca 1994 r. podczas spotkania w Korfu jej przywódcy zaapelowali do władz Korei Północnej, by przestrzegała postanowień układu o nierozprzestrzenianiu broni jądrowej. 5 marca 1996 podjęła wspólne działanie dotyczące technologicznej i finansowej pomocy KRLD, by wesprzeć ją w poszukiwania alternatywnych źródeł energii. UE potępiła również testy nuklearne Indii i Pakistanu, przeprowadzone w maju 1994 r. Na odbywającym się miesiąc później spotkaniu w Cardiff, Rada Europejska oświadczyła, że zniszczyły one stabilność w regionie i zaapelowała o przystąpienie obu krajów do traktatu o całkowitym zakazie prób z bronią jądrową. W 2002 r. UE potępiła indyjskie testy rakietowe i ataki terrorystyczne islamskich fundamentalistów w Kaszmirze, apelując o pokojowe rozwiązanie konfliktu indyjsko-pakistańskiego.
Jedne z najważniejszych wydarzeń we wzajemnych relacjach to szczyty ASEM. Są to spotkania państw członkowskich UE, Komisji Europejskiej, członkowie ASEAN, Chin, Japonii i Korei Południowej, a od szczytu w 2006 r. także Indii, Pakistanu, Mongolii i Sekretariat ASEAN. Pierwsze spotkanie miało miejsce w Bangkoku w dniach 1–2 marca 1996 r. i odtąd odbywają się one co 2 lata. Dialog w ich ramach jest prowadzony na zasadach równoprawnego partnerstwa i obejmuje 3 grupy zagadnień:
- Kwestie polityczne: dyskutuje się nt. praw człowieka, w tym także dzieci oraz omawia się znaczenie i skutki globalizacji. W związku z tym m.in. co roku odbywają się seminaria nt. praw człowieka; rozwija się także współpracę w kwestii walki z seksualnym wykorzystywaniem dzieci.
- Kwestie ekonomiczno-finansowe: mają one prowadzić do liberalizacji handlu, wzrostu inwestycji i rozwoju polityki reform finansowych. By tego dokonać realizuje się Plan Działania w sprawie Ułatwień Handlowych oraz Plan Działania w dziedzinie Promowania Inwestycji, które mają usprawnić i przyspieszyć wprowadzanie zmian.
- Kwestie kulturalno-intelektualne: m.in. ochrona dziedzictwa kulturalnego.

Chociaż w ramach ASEM nie ma żadnych formalnych instytucji, a podczas szczytu w Helsinkach 10–11 września 2006 r. podkreślono, że największe znaczenie we współpracy mają metody nieformalne, istnieją 2 organy bezpośrednio związane za inicjatywy ASEM. Są to:
- ASEF – Azjatycko-Europejska Fundacja, z siedzibą w Singapurze, mająca na celu kulturalny i naukowy rozwój kontaktów międzyludzkich
- AEETC – Europejskie Centrum Technologii Środowiska, z siedzibą w Bangkoku

W 2000 r. podczas szczytu w Singapurze powołano Azjatycko-Europejską Strukturę Współpracy (AECF), w ramach której ustalono wizję współpracy na XXI wiek. Zakłada ona umacnianie pokoju i stabilności, wspieranie zrównoważonego rozwoju gospodarczego i postępu społecznego oraz rozwijanie współpracy we wszystkich dziedzinach: handlu, inwestycji, nauki, kultury, przedsiębiorczości itp.